# 黑龍潭農田水利工程
黑龍潭農田水利工程位於四川省仁壽縣，文物遺址年代判定為1976年。2012年7月16日公佈為四川省文物保護單位。黑龍灘水庫樞紐和灌區工程是都江堪灌區以引蓄灌溉為主，兼顧防洪、城鎮工業及生活供水、水產養殖、旅遊、發電等多功能的大型水利工程。
黑龍灘水庫仁壽灌區工程主要有兩處：八角田渡槽和高河坎渡槽，是黑龍灘水庫南幹渠的一部分。
八角回渡槽位於仁壽縣石咀鄉黑漆村2組，南北走向。於1975年9月開工，1976年9月竣工，是黑龍灘水庫南幹渠花房支渠中最高最長的渡槽。連孔敞肩平橋式渡槽，長324米，高23米，寬3.85米，基礎深10米。2010年，八角回渡槽被眉山市人民政府公佈為市級文物保護單位。
高河坎渡槽位於仁壽縣青崗鄉群眾村6組，東西走向，於1975年4月開工，1976年6月竣工。渡槽長1000米，寬4米，地面部分高21米，渡槽支撐結構為石墩簡支梁和石質困弧板拱相結合，大小跨115跨，是黑龍灘水庫滿井幹渠第十個大型建築物，是連接滿井幹渠和金觀幹渠的橋樑。2010年，高河坎渡槽被眉山市人民政府公佈為市級文物保護單位。
黑龍灘水庫是新中國建立以來，四川第一座大型的引蓄灌溉水利工程。水庫灌區工程的建成使灌區百萬人民的夢想成真，徹底改變了主灌區仁壽縣“下雨往外流，無雨吃水愁，十年有九旱，用水貴如油”的歷史。隨著用水基本條件的改善和農業生產的發展，灌區的農副業、工業、商業、文化教育、旅遊等得到了迅猛發展，取得了顯著的經濟效益和社會效益。